# Faido
Faido és un municipi del cantó de Ticino (Suïssa), cap del districte de Leventina.